# Ай (Нарынский сельский округ)
Ай (каз. Ай) — упразднённое село в Аягозском районе Абайской области Казахстана. Входило в состав Нарынского сельского округа. Код КАТО — 633473200. Исключено из учётных данных в 2024 году.

## Население
В 1999 году население села составляло 191 человек (108 мужчин и 83 женщины). По данным переписи 2009 года, в селе проживало 99 человек (50 мужчин и 49 женщин).